# 武川忠一
武川 忠一（むかわ ちゅういち、1919年（大正8年）10月10日 - 2012年（平成24年）4月1日）は、日本の歌人。

## 来歴
長野県諏訪郡上諏訪町（現諏訪市）生まれ。旧制諏訪中学（長野県諏訪清陵高等学校）を経て、1940年（昭和15年）、早稲田大学専門部に入学、1943年、早稲田大学文学部国文科に編入学。このころ作歌を始め、仲間とともに窪田章一郎を中心に早稲田大学短歌会を作り、窪田空穂の教えを受けた。
1946年、帰郷していた諏訪で「まひる野」創刊に参加、発刊の事務作業等は諏訪において行った。同年早稲田大学文学部文学科国文学専攻卒業。1947年上京、早稲田高等学院教諭などを経て、早稲田大学社会科学部教授となった。
1956年、「青の会」に参加。1958年、母の死去に伴い、郷里の家を処分し、練馬区上石神井に居を定める。1959年、第一歌集『氷湖』を発刊、日本歌人クラブ推薦歌集（現・日本歌人クラブ賞）となる。
1963年ころから『窪田空穂全集』（角川書店）の編集に協力。1980年頃は早稲田大学で「短歌研究会」を開き、内藤明、島田修三、小島ゆかり、米川千嘉子といった学生たちが集まった。1982年、「まひる野」を退会。同年、『秋照』により、迢空賞を受賞。歌誌「音」を創刊し、主宰する。1986年、宮中歌会始選者となる。1997年、『翔影』により、詩歌文学館賞受賞。2007年、『窪田空穂研究』および過去の全業績にて第30回現代短歌大賞受賞。2010年、宮中歌会始では召人となった。門下に内藤明、玉井清弘など。
2012年4月1日、虚血性心不全のため死去。92歳没。6月12日、アルカディア市ヶ谷にて、偲ぶ会が開かれた。

## 歌風
戦中派としての現実に対する批判精神が作歌の根底にあり、それでいて戦後短歌の激しい変化にも動じない倫理性が貫かれている。また、「旧派」と呼ばれる歌人の中に新しい胎動があることを指摘した「近代歌誌探訪」など歌論、評論も知られている。なお、作歌には現代仮名遣いを用いている。また、本人は、晩年「作歌をいくらか楽しむようになった」といっている。

## 代表歌

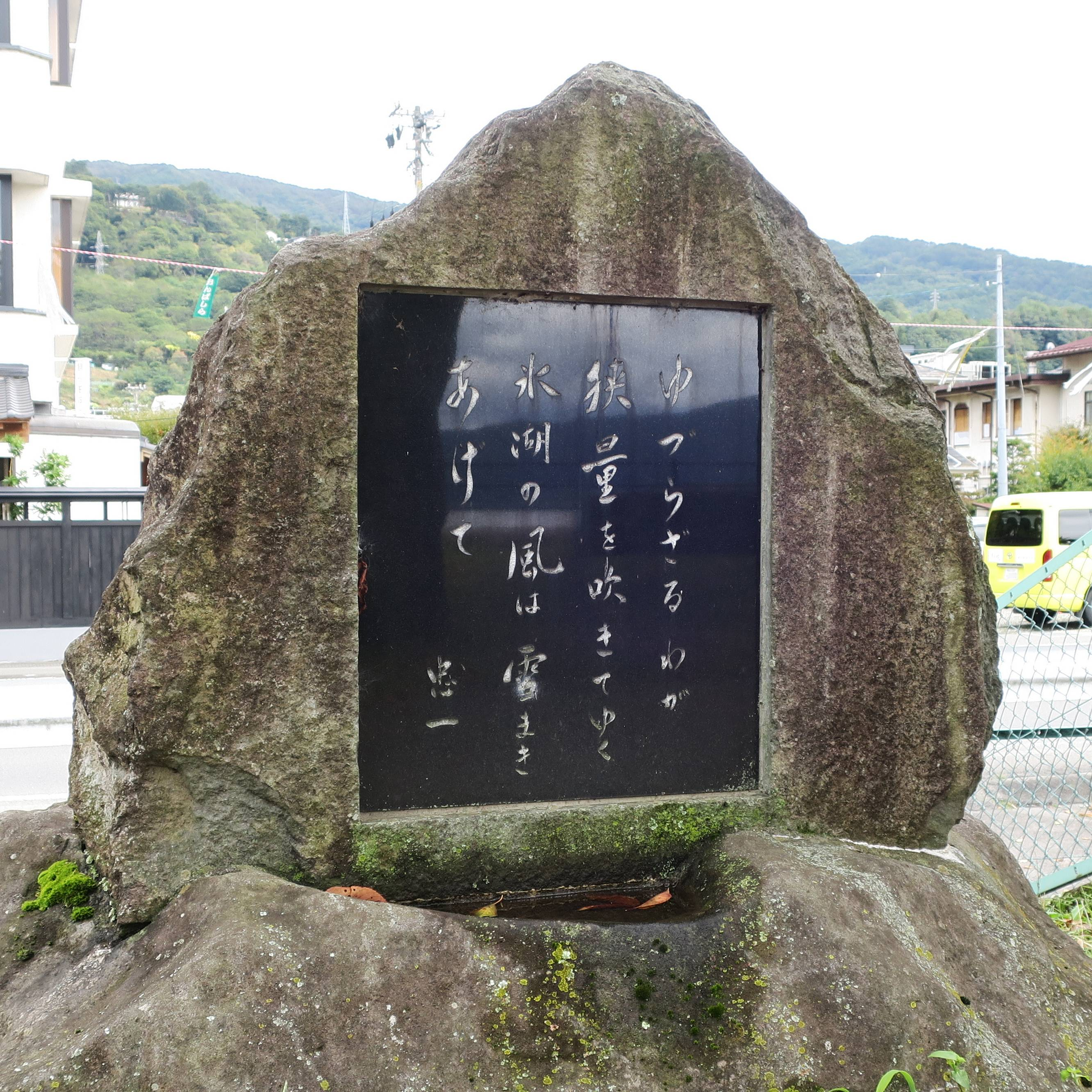
諏訪湖畔に建つ歌碑（長野県諏訪市）

- ゆずらざるわが狭量を吹きてゆく氷湖の風は雪巻き上げて　　　「氷湖」
- 越えてきし峠の闇に散るさくら白冴え冴えと流れいるべし　　　「秋照」
- 曳きてゆく体熱の量軽ければ影のごときがふうわりと翔（た）つ　「翔影」

## 著書
歌集
- 『氷湖』　新星書房、1959
- 『窓冷』　新星書房、1971
- 『青釉』　角川書店、1975
- 『秋照』　不識書院、1981
- 『地層』　短歌新聞社、1989
- 『緑稜』　不識書院、1992
- 『翔影』　雁書館、1996

選集・全集
- 『霧鐘』　短歌新聞社〈現代歌人叢書〉、1981
- 『武川忠一全歌集』　角川書店、2012

評論等
- 『信濃路・文学の旅』　角川文庫、1967
- 『土岐善麿』　桜楓社、1980
- 『抒情の源泉　現代短歌論集』　雁書館、1987
- 『近代歌誌探訪』　角川書店、2006
- 『現代短歌の歩み 作品鑑賞による 斎藤茂吉から俵万智まで』　飯塚書店.、2007

## 共編
- 現代短歌鑑賞事典　窪田章一郎共編　東京堂出版、1978
- 和歌の解釈と鑑賞事典 井上宗雄共編.　旺文社、1979
- 現代短歌を学ぶ　木村勝夫共編　有斐閣選書、1980

## 脚註
1. ↑  武川先生、そして佐々木君
2. ↑  訃報:武川忠一さん92歳＝歌人、元早稲田大教授 毎日新聞 2012年4月5日閲覧[リンク切れ]